# Wielonarodowa Brygada Szybkiego Rozwinięcia
Wielonarodowa Brygada Szybkiego Rozwinięcia (ang. Multinational Standby High Readiness Brigade for UN Operations – SHIRBRIG) – międzynarodowa formacja wojskowa szybkiego reagowania, przeznaczona do działania w operacjach pokojowych ONZ, działająca w latach 2000–2009 w ramach Systemu Szybkiego Rozmieszczenia ONZ.

## Historia
Zakończenie Zimnej Wojny i zmiana architektury bezpieczeństwa na świecie w latach 90. XX wieku dotyczyła również systemu operacji pokojowych ONZ. Fiaska misji w byłej Jugosławii i Rwandzie wywołały dyskusje dotyczące reformy funkcjonowania sił pokojowych. W 1995 roku Dania wysunęła inicjatywę utworzenia wielonarodowej brygady wsparcia operacji wojskowych ONZ-u (podobne propozycję padały również ze strony Kanady w 1995 i Holandii w 1994). 15 grudnia 1996 Dania, Holandia i Kanada oraz Austria, Norwegia, Polska i Szwecja podpisały list intencyjny dotyczący utworzenia Wielonarodowej Brygady Szybkiego Rozwinięcia i rozpoczęto proces jej formowania. 13 stycznia 2000 SHIRBRIG osiągnął gotowość operacyjną.
Decyzja o użyciu Brygady mogła zostać podjęta tylko na podstawie mandatu Rady Bezpieczeństwa, zgodnie z rozdziałami VI i VII Karty Narodów Zjednoczonych. Wtedy SHIRBRIG, w pełnym stanie liczący od 4500 do 5000 żołnierzy, miał być po 15 (maksymalnie 30) dniach gotowy do podjęcia działań. Po 60 dniach zostawałby zastąpiony przez zwykłe siły pokojowe.
Tym samym Brygada była formacją analogiczną do Sił Szybkiego Reagowania Unii Europejskiej i Sił Odpowiedzi NATO.
W 2008 Komitet Sterujący SHIRBRIG podjął decyzję o rozwiązaniu Brygady do 30 czerwca 2009.

### Misje
SHIRBRIG uczestniczył w operacjach pod egidą ONZ oraz organizacji regionalnych:
| Misja    | Państwo                  | Początek | Koniec | Zaangażowanie SHIRBRIG | Zadania                                                                             |
| -------- | ------------------------ | -------- | ------ | --- | ----------------------------------------------------------------------------------- |
| UNMEE    | Etiopia · Erytrea        | 2000     | 2001   | Dowództwo i sztab UNMEE (95 oficerów i personelu wsparcia), duńska kompania dowodzenia (200 żołnierzy), kanadyjsko-holenderski batalion piechoty (600 żołnierzy). Polski Kontyngent Wojskowy w Etiopii i Erytrei (6 żołnierzy) | Dowodzenie misją, rozdzielenie zwaśnionych stron, przestrzeganie zawieszenia broni. |
| ECOMOG   | Wybrzeże Kości Słoniowej | 2003     | 2003   | 3 oficerów | Wsparcie planowania misji                                                           |
| UNMIL    | Liberia                  | 2003     | 2003   | 24 oficerów i personelu wsparcia | Wsparcie organizacji dowodzenia misji                                               |
| UNAMIS   | Sudan                    | 2004     | 2005   | 17 oficerów | Wsparcie dowodzenia misji                                                           |
| UNMIS    | Sudan                    | 2005     | 2005   | Dowództwo i sztab UNMIS (88 oficerów i personelu wsparcia), włoska kompania dowodzenia i ochrony (220 żołnierzy). Polski Kontyngent Wojskowy w Sudanie (4 żołnierzy)                                                           | Dowodzenie misją                                                                    |
| AMISOM   | Somalia                  | 2007     | 2007   | 2 oficerów | Wsparcie planowania misji                                                           |
| MINURCAT | Czad                     | 2008     | 2008   | 2 oficerów | Wsparcie planowania misji                                                           |

## Struktura organizacyjna
SHIRBRIG tworzyły 4 zasadnicze elementy:
- Komitet Sterujący (organ wykonawczy, odpowiedzialny za strategiczne decyzje dotyczące rozwoju Brygady),
- Grupa Kontaktowa (zespół łącznikowy przy Kwaterze Głównej ONZ, składający się z ambasadorów i innych przedstawicieli państw tworzących Brygadę),
- Element Planistyczny (odpowiednik stałego dowództwa i sztabu).
- kontyngenty narodowe (jednostki wojskowe przydzielone przez państwa członkowskie)
  - jednostki operacyjne (pułk piechoty, batalionowa grupa bojowa, batalion zmechanizowany, 3 bataliony piechoty, kompania piechoty, kompania rozpoznawcza)
  - jednostki wsparcia i zabezpieczenia (batalion inżynieryjny, batalion medyczny, kompania dowodzenia, kompania transportowa, kompania żandarmerii wojskowej, eskadra śmigłowców)

Państwa członkowskie i obserwatorzy SHIRBIG:
| Państwo    | Status                          | Komitet Sterujący | Element Planistyczny | Kontyngent                                                                                             |
| ---------- | ------------------------------- | ----------------- | -------------------- | --- |
| Argentyna  | członek (zawieszony)            | Tak               | Tak                  | Nie |
| Austria    | członek (założyciel)            | Tak               | Tak                  | kompania transportowa (część)                                                                          |
| Chile      | obserwator                      | Nie               | Nie                  | Nie |
| Chorwacja  | obserwator                      | Nie               | Nie                  | Nie |
| Czechy     | obserwator                      | Nie               | Nie                  | Nie |
| Dania      | członek (założyciel)            | Tak               | Tak                  | kompania rozpoznawcza (część) kompania dowodzenia (część) kompania żandarmerii wojskowej (część)       |
| Egipt      | obserwator                      | Nie               | Nie                  | Nie |
| Finlandia  | członek                         | Tak               | Nie                  | batalion piechoty batalion inżynieryjny (część) kompania transportowa (część)                          |
| Hiszpania  | członek                         | Tak               | Tak                  | batalion medyczny (część) kompania rozpoznawcza (część)                                                |
| Holandia   | członek (założyciel)            | Tak               | Tak                  | batalion piechoty batalion inżynieryjny (część) kompania dowodzenia (część) eskadra śmigłowców (część) |
| Irlandia   | członek                         | Tak               | Nie                  | Nie |
| Jordania   | obserwator                      | Nie               | Nie                  | Nie |
| Kanada     | członek (założyciel)            | Tak               | Tak                  | batalionowa grupa bojowa eskadra śmigłowców (część)                                                    |
| Litwa      | członek                         | Tak               | Nie                  | batalion medyczny (część)                                                                              |
| Łotwa      | obserwator                      | Nie               | Nie                  | Nie |
| Norwegia   | członek (założyciel)            | Tak               | Tak                  | eskadra śmigłowców (część)                                                                             |
| Polska     | członek (założyciel)            | Tak               | Tak                  | batalion zmechanizowany                                                                                |
| Portugalia | sygnatariusz listu intencyjnego | Nie               | Nie                  | Nie |
| Rumunia    | członek                         | Tak               | Tak                  | kompania piechoty                                                                                      |
| Senegal    | obserwator                      | Nie               | Nie                  | Nie |
| Słowenia   | członek                         | Tak               | Nie                  | kompania żandarmerii wojskowej (część)                                                                 |
| Szwecja    | członek (założyciel)            | Tak               | Tak                  | batalion piechoty batalion inżynieryjny (część) kompania żandarmerii wojskowej (część)                 |
| Włochy     | członek                         | Tak               | Tak                  | pułk piechoty kompania żandarmerii wojskowej (część)                                                   |

Dowódcami SHIRBRIG byli:
| Początek | Koniec | Państwo  | Dowódca Brygady                   |
| -------- | ------ | -------- | --------------------------------- |
| 1997     | 1999   | Dania    | gen. bryg. Finn Særmark-Thomsen   |
| 1999     | 2001   | Holandia | gen. bryg. Patrick Cammaert       |
| 2001     | 2003   | Szwecja  | gen. bryg. Sten Edholm            |
| 2003     | 2006   | Kanada   | gen. bryg. Gregory Mitchell       |
| 2006     | 2008   | Polska   | gen. bryg. Franciszek Kochanowski |
| 2008     | 2009   | Dania    | gen. bryg. Torben Lund            |
| 2009     | 2009   | Dania    | gen. dyw. Kurt Mosgaard           |